# 刘汉 (1965年)
刘汉（1965年10月25日—2015年2月9日），男，四川广汉人，中华人民共和国商人，曾连续三届当选四川省政协委员、常务委员。曾任汉龙集团董事局主席，其资产高达人民币数百亿元，曾被《福布斯》称为“潜在水底的真正富豪”，他的资本积累过程充满血腥，有大量犯罪记录，滥杀无辜，共犯下九起命案。其编制的关系网，不仅党政和司法机关充当其“保护伞”，还能左右四川当地官员的人事任免。有评论指出，刘汉团伙能长期逍遥法外与曾经担任中共四川省委书记的中共中央政治局常委、中央政法委书记周永康难脱干系。2014年5月刘汉在湖北省咸宁市因故意杀人等罪名被判处死刑、剥夺政治权利终身，后于2015年2月在湖北省咸宁市被执行死刑。

## 生平
刘汉1965年生于四川广汉一个教师家庭，1980年代中期，刘汉倒卖过木材、建材、成品油等。1990年代初，刘汉与胞弟刘维在广汉开设赌博性质的游戏机厅，1990年代中期刘汉开始炒作大豆、钢材等期货，实现资本原始积累。1997年，刘汉在绵阳成立四川汉龙集团公司。2000年代，刘汉通过资本运作把相关产业扩张到省外和国外，涉足房地产、矿产、建筑等众多领域。2013年3月13日在北京首都机场被警方控制。2014年2月，刘汉等36人组织、领导、参加黑社会性质组织、故意杀人、包庇、纵容黑社会性质组织等案，经依法指定管辖，由湖北省咸宁市人民检察院于2014年2月20日向咸宁市中级人民法院提起公诉。2014年5月23日刘汉及其同伙刘维、唐先兵、张东华、田先伟被湖北省咸宁市中级人民法院一审判处死刑，后两人提起上诉，但2014年8月7日二审维持原判。2015年2月9日刘汉及其同伙在湖北省咸宁市被执行死刑，终年49岁。

## 与周永康家关系
刘汉与周永康长子周滨是生意合作伙伴，有投资关系，与刘汉相关的大多数犯罪案件都发生在四川省，周永康则曾于2000年至2002年担任中共四川省委书记。中国媒体披露刘汉在2001年遇到“贵人”。一个电话将他从查处名单上撤除。在得到这位“贵人”的帮助之后，刘汉迅速把产业扩张到矿业、房地产和建筑等多个领域，成为包括美国和澳大利亚在内的境内外5家上市公司和30多家全资及控股企业的老板。在周永康和刘汉被捕后，周滨也被逮捕并被判处有期徒刑18年。

## 公开的犯罪记录
1993年，刘氏兄弟公然撕毁法院封条、持枪妨害公务。同年底，刘汉以非正当手段获取贷款，与他人合伙经商，完成原始积累。
1997年，刘汉组织一支打手队伍，拥有「地下武装」。
1998年，刘汉公司保安唐先兵等人因拆迁补偿问题将村民熊伟捅死。熊伟被杀后，刘汉为了垄断广汉的赌博游戏机市场，又派人将竞争对手周政枪杀。周政被杀后，刘氏兄弟在广汉的赌博游戏机和高利贷市场一家独大，并陆续控制了周边县市的采砂、建筑和建材市场。
1999年2月，刘氏兄弟为消除在绵阳房地产开发的阻力，将另一涉黑人物王永成枪杀，之后陆续拿下绵阳多个优质项目，还以远低于市场的价格收购丰谷酒业。
2000年，刘汉将汉龙集团总部迁至成都，通过威胁等手段拿下众多项目。2000年9月，刘氏兄弟将广汉老街坊梁世齐杀害。
2002年5月，刘汉保镖仇德峰、桓立柱等人在成都一娱乐城召集多人猖狂殴打无辜民众，致1死多伤。
2009年1月10日，刘维找人将广汉另一团伙首领陈富伟等人当街枪杀。

## 家族
刘汉有一名胞弟叫刘维，一名堂兄叫刘沧龙，他、刘维以及刘沧龙三人都是四川省的富商。刘汉的前妻叫杨雪，刘汉和杨雪善走“夫人路线”，在2000年通过西藏珠峰摩托车工业公司结识了白恩培。

## 影視作品
《狂飆》导演徐纪周表示其剧中的“高启强”综合自多个原型人物：黑龙江李氏三兄弟案、辽宁徐长元案、广东曾仕权案。但许多网友也从其身上看到刘汉的影子。